# Музей «Мотовилихинских заводов»
Музей пермской артиллерии (Музей истории ПАО «Мотовилихинские заводы») — музей, представляющий историю развития предприятия с момента принятия Петром Первым решения о строительстве на Урале медеплавильных заводов до наших дней.

## История
Открыт в 1976 г. по решению руководства и партийной организации завода. Предыдущее название Музей истории завода им. В. И. Ленина, с 1992 г. — Музей истории ОАО «Мотовилихинские заводы».
Основатель музея Михаил Вольфович Ротфельд (1914—2002). По инициативе Ротфельда М. В. начала создаваться открытая площадка музея, на которой представлены крупногабаритные изделия, выпускаемые заводом в разные годы: образцы артиллерии, пусковых установок, нефтяного оборудования.

## Руководители музея
- 2018 г. — по н. в. — Веретёнов Владимир Александрович
- 2010 г. — 2018 г. — Ашихмин Евгений Геннадьевич
- 1997 г. — 2010 г. — Мишланова Вера Анатольевна
- 1976 г. — 1997 г. — Ротфельд Михаил Вольфович

## Экспозиция

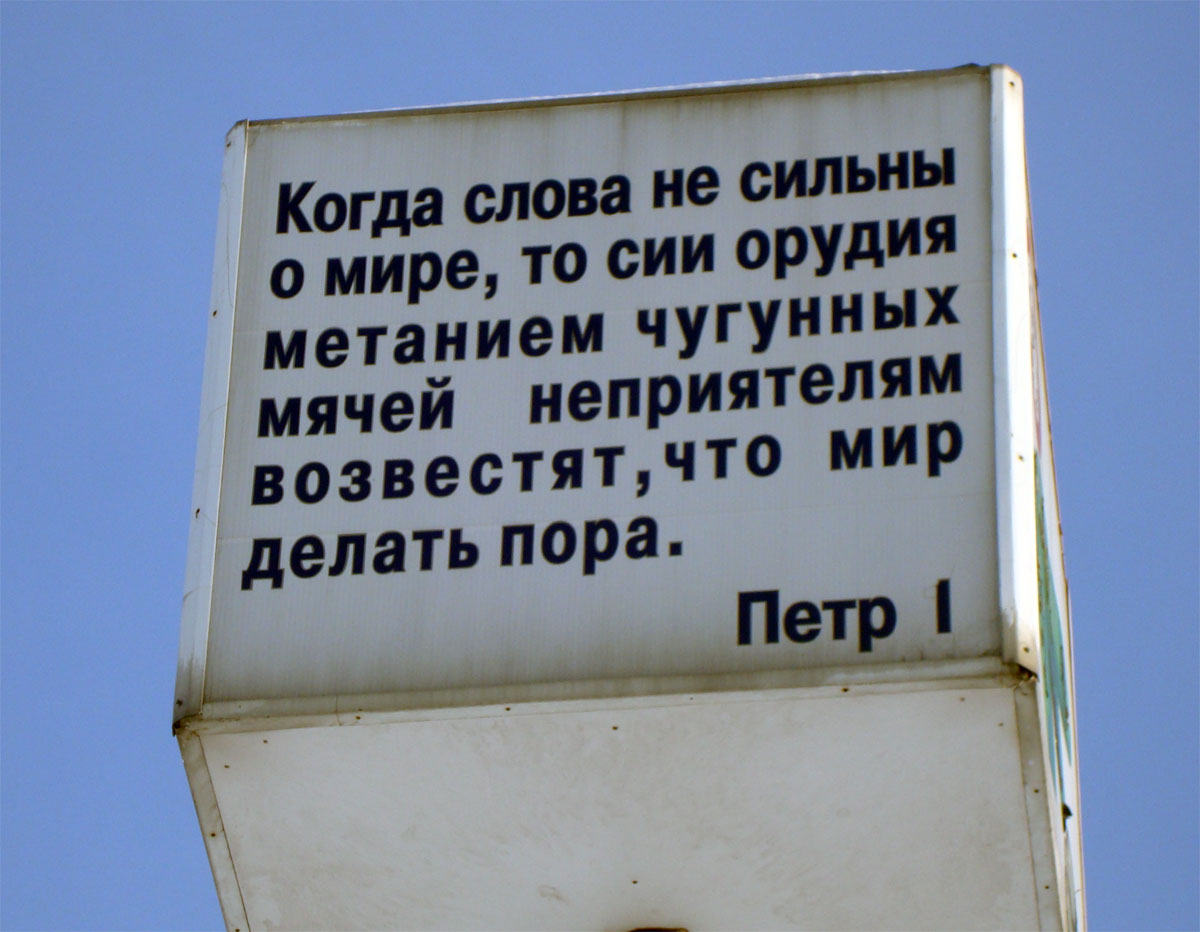
Цитата Петра I о боевых орудиях

Экспозицию музея можно разбить на две части:
- Экспозиция, размещенная в отдельном здании построенном в XIX веке. Музейное собрание (4 160 ед. хранения) включает материалы по истории завода, знамёна и награды, образцы продукции разных лет, личные фонды директоров завода, ветеранов, знатных заводчан, макеты оборудования и другое. Экспозиция знакомит с историей завода от основания (1736 г.) до наших дней; с теми, кто внес значительный вклад в его развитие: директорами Н. В. Воронцовым, Н. Г. Славяновым, П. К. Премудровым, А. И. Быховским, В. Н. Лебедевым; Героями труда и Героями Социалистического труда; передовиками производства. Вниманию посетителей представлены манеж рудника XVIII в. в натуральную величину, копии рисунков Мотовилихинского завода президента Берг-коллегии Шлаттера; монеты, изготовленные из мотовилихинской меди на Екатеринбургском монетном дворе и многое другое.
- Экспозиция, размещенная на открытой площадке. Состоит из образцов военной техники, изготовленной на заводе в разные годы. До 2012 года на площадке были представлены образцы оборудования для нефтяной отрасли. Особый интерес представляет изготовленная в 1868 году для защиты Петербурга 20-ти дюймовая чугунная пушка. По массе она превосходит знаменитую «Царь-пушку», поэтому это орудие часто именуют «Пермской Царь-пушкой».

## Перечень экспонатов открытой площадки

### Артиллерия
- 20-ти дюймовая чугунная пушка
- Зарядный ящик к гаубице образца 1910 года
- Гаубица 1867 года
- 76,2-мм горная пушка 2А2
- 76-мм полковая пушка образца 1927 года с зарядным ящиком
- 76-мм опытная полковая пушка (МЗ-2)
- 100-мм орудие-пусковая установка 2А70
- 100-мм полевая пушка образца 1943 года (БС-3)
- 115-мм танковая пушка 2А20
- 120-мм орудие 2Б16
- 120-мм возимый миномёт 2Б11
- 122-мм полевая гаубица образца 1910 года
- 122-мм гаубица образца 1910/30 годов на металлических колесах
- 122-мм гаубица образца 1938 года (М-30)
- 125-мм танковая пушка 2А46М-1
- 152-мм гаубица-пушка образца 1937 года (МЛ-20)
- 122-мм корпусная пушка обр. 1931/37 г. (А-19)
- 130-мм пушка М-46
- 152-мм пушка М-47
- 152-мм буксируемая пушка 2А36 «Гиацинт-Б»
- 152-мм буксируемая гаубица 2А65 «Мста-Б»
- 152-мм пушка-гаубица Д-20
- 152-мм гаубица Д-22 (2А33) — качающая часть САУ 2С3 «Акация»
- 152-мм гаубица-пушка МЛ-20С — качающая часть САУ СУ-152 и ИСУ-152
- 160-мм дивизионный миномёт образца 1949 года (М-160)

### Самоходная артиллерия
- 120-мм самоходное артиллерийское орудие 2С9 «Нона-С»
- 122-мм самоходная гаубица 2С1 «Гвоздика»
- 152-мм самоходная гаубица-пушка МЛ-20С — САУ ИСУ-152
- 152-мм самоходная гаубица 2С3 «Акация»
- 152-мм самоходная пушка 2С5 «Гиацинт-С»
- 240-мм самоходный миномёт 2С4 «Тюльпан»
- Машина командира дивизиона 1В14М

### Зенитные пушки
- 130-мм зенитная пушка КС-30
- 37-мм автоматическая зенитная пушка образца 1939 года — 61-К

### Ракетные системы
- Перевозимая пусковая установка 5П851 ЗРК С-300П
- Пусковая установка 5П73 ЗРК С-125
- Пусковая установка 5П72 ЗРК С-200
- Пусковая установка СМ-90 ЗРК С-75

### Реактивные системы залпового огня
- Боевая машина 2Б5 РСЗО 9К51 «Град»
- Транспортная машина 9Т450 РСЗО 9К51 «Град»
- Боевая машина 9П140 РСЗО «Ураган»
- Боевая машина 9А52-2 РСЗО «Смерч»
- Транспортная машина 9Т254-2 РСЗО «Смерч»

### Командно-штабные машины
- Командно-наблюдательный пункт командира дивизиона 1В14М

### Баллистические ракеты
- Баллистическая ракета средней дальности Р-12 (8К63)
- Межконтинентальная баллистическая ракета РС-12 (8К98)

## Посещение музея
Музей и экспозиция на открытой площадке доступны для посетителей со среды по пятницу с 9:00 до 17:30, с субботы по воскресенье с 10:00 до 18:30. Вход свободный.

## Галерея

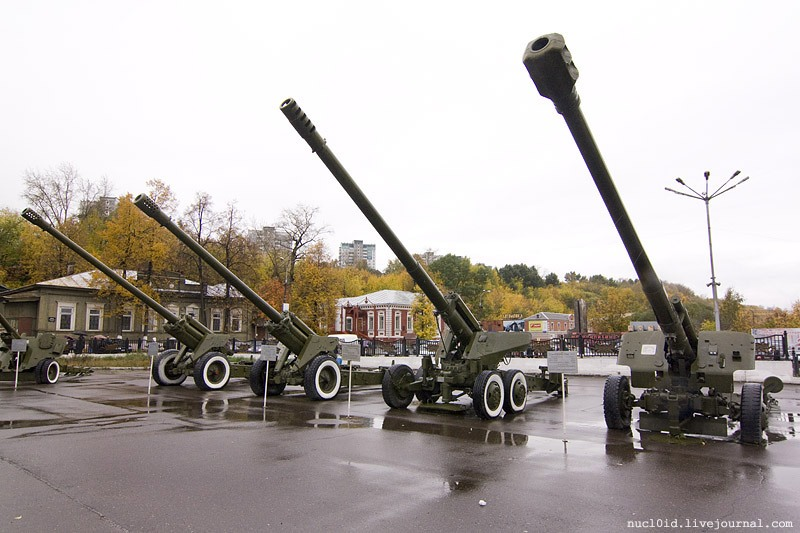
артиллерийские системы
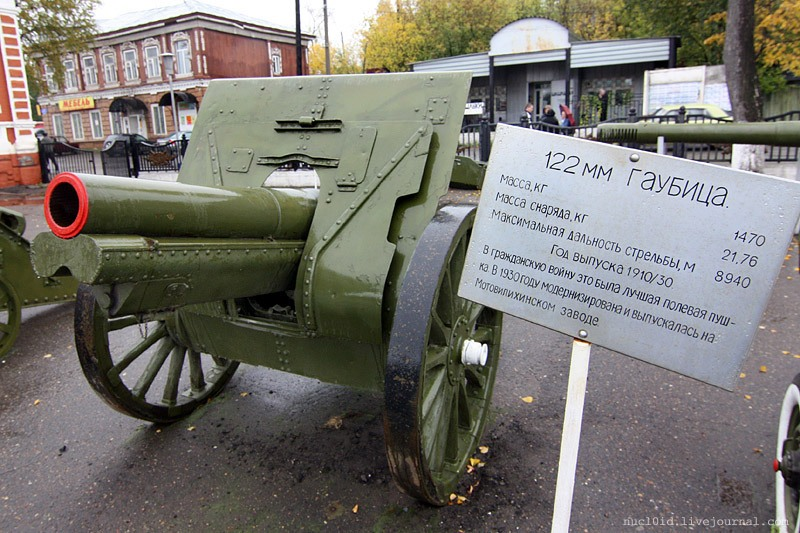
122-мм гаубица образца 1910 года
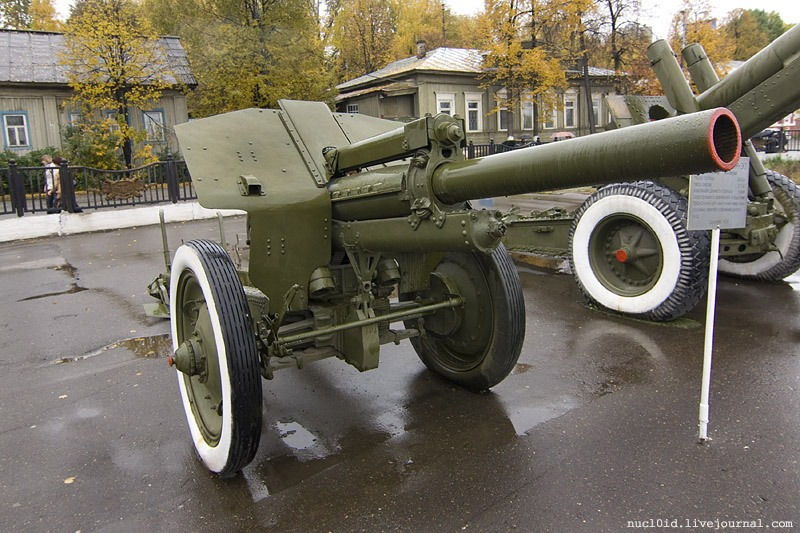
22-мм гаубица образца 1938 года (М-30)
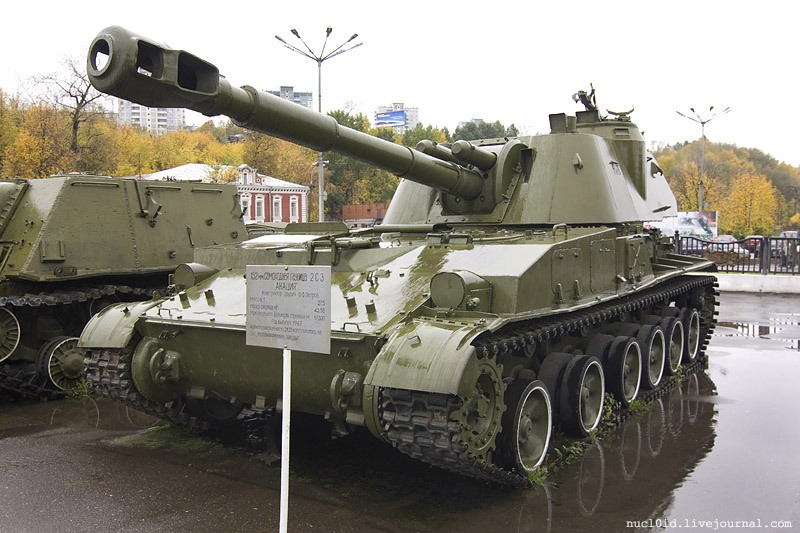
152-мм самоходная гаубица 2С3 «Акация»
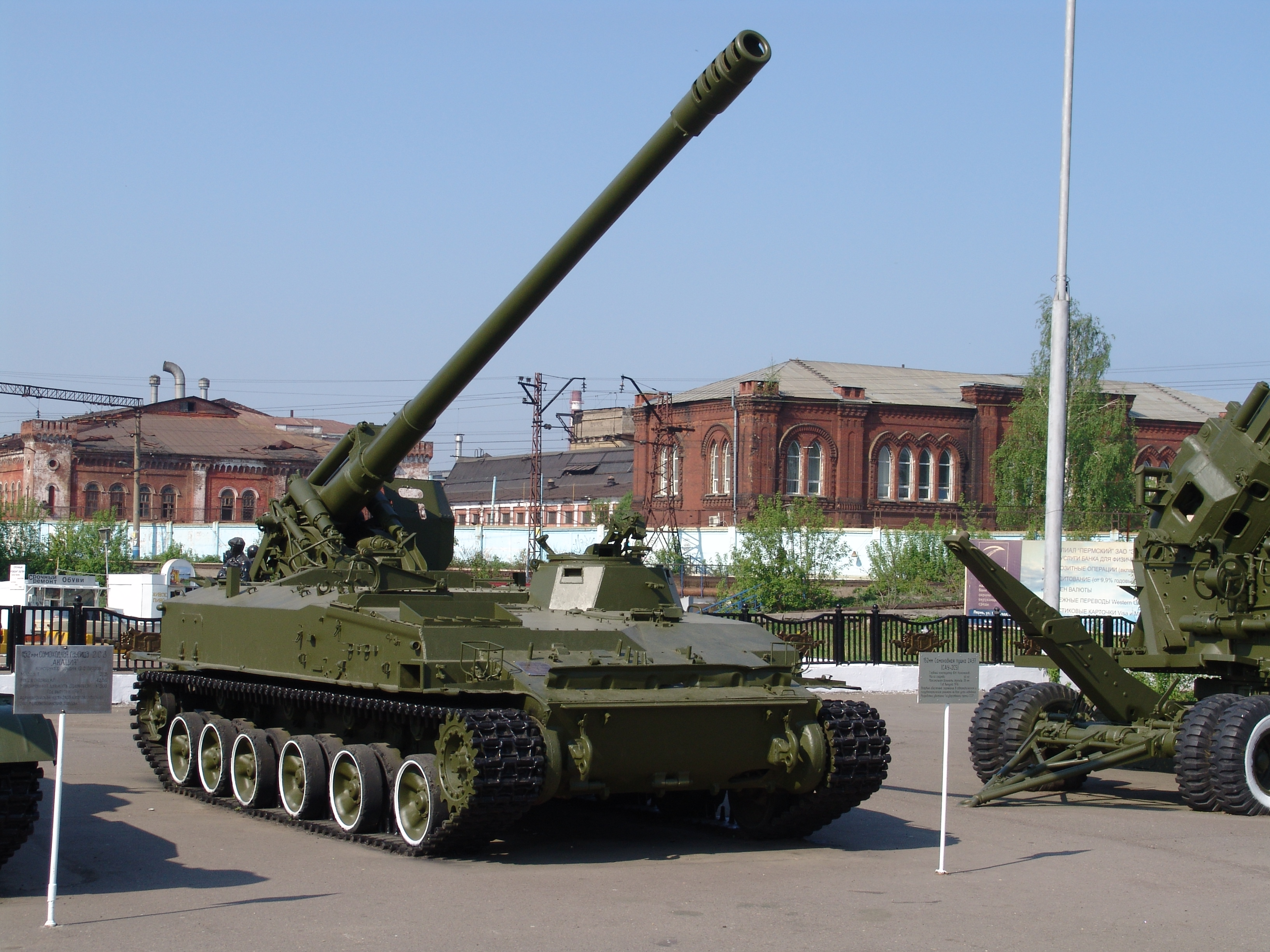
152-мм гаубица 2С5 «Гиацинт-С»
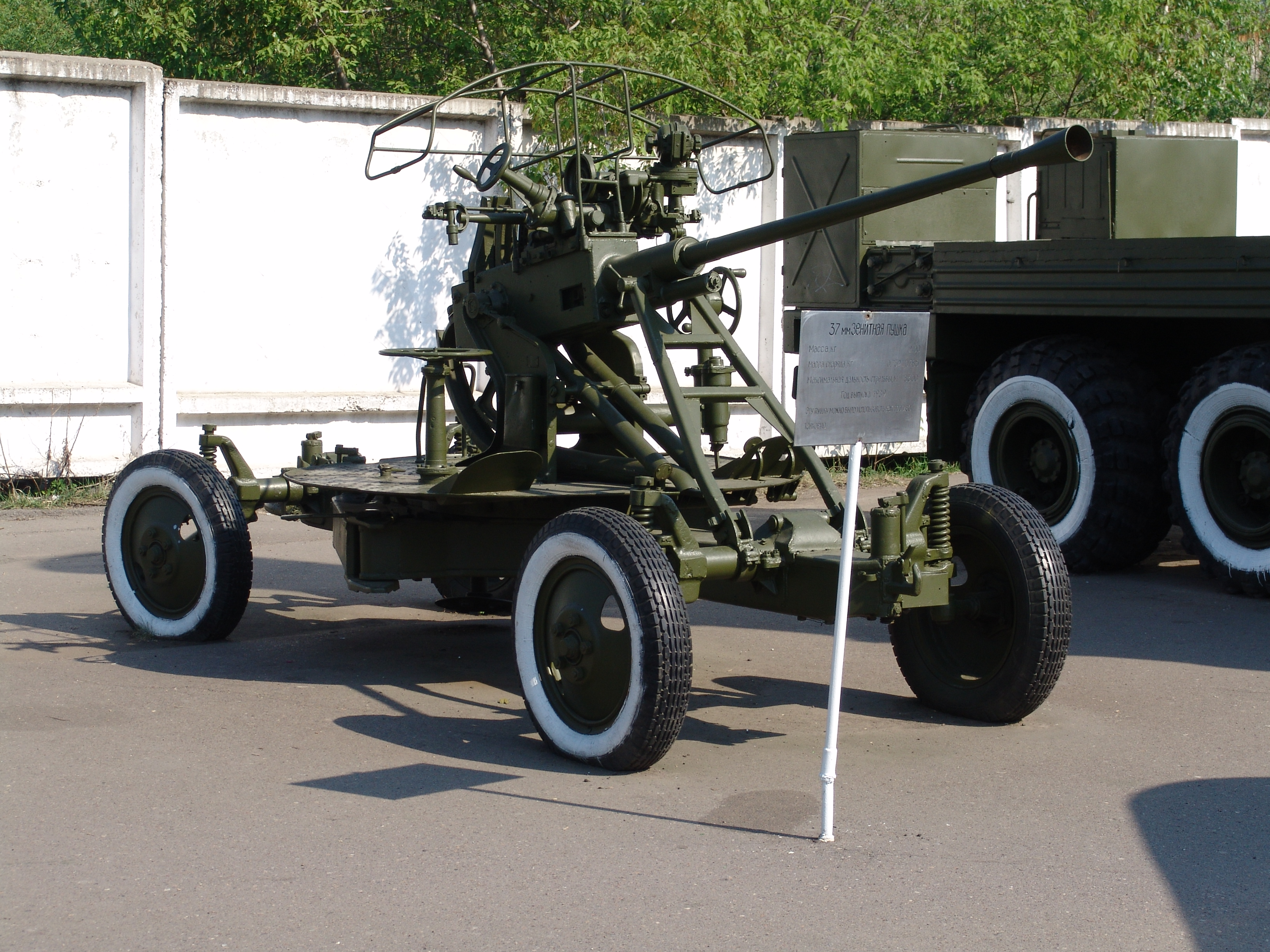
37-мм автоматическая зенитная пушка образца 1939 года — 61-К
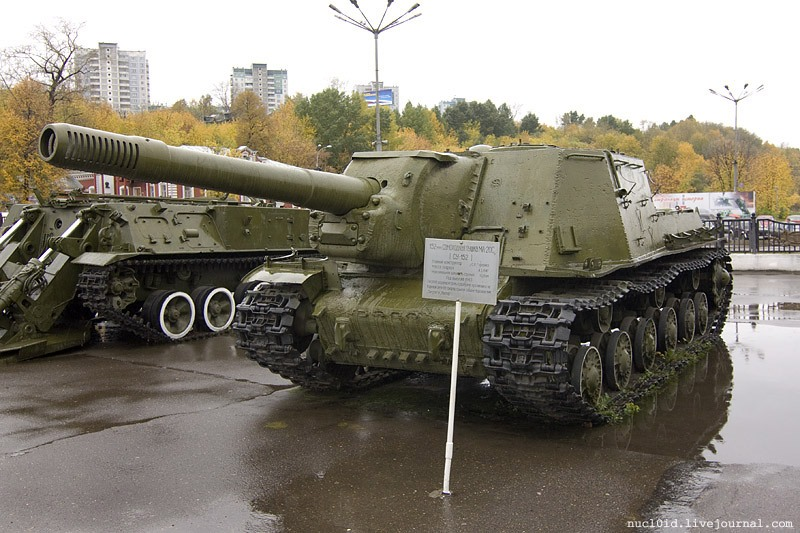
Самоходная тяжёлая гаубица СУ-152 со 152-мм гаубицей-пушкой образца 1937 года
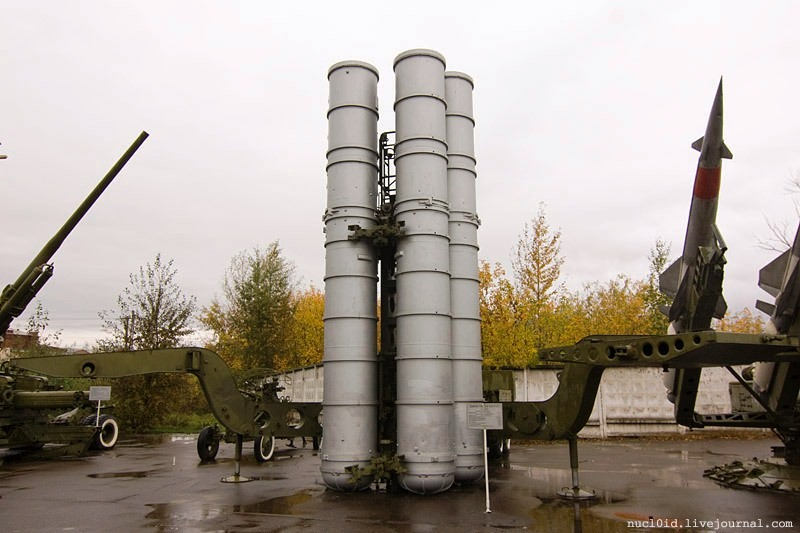
ЗРК С-300ПТ
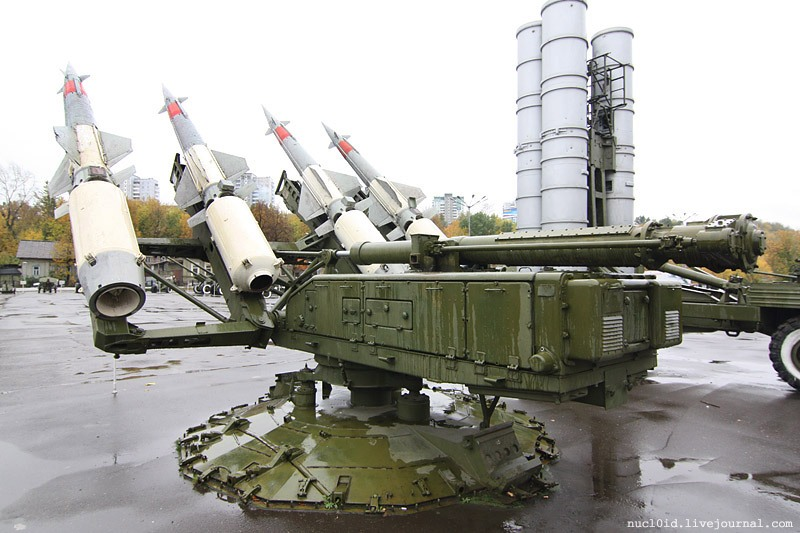
Пусковая установка 5П73 ЗРК С-125 "Нева" с ракетами